# 吾合沙鲁乡
吾合沙鲁乡，是中华人民共和国新疆维吾尔自治区克孜勒苏柯尔克孜自治州乌恰县下辖的一个乡镇级行政单位。

## 行政区划
吾合沙鲁乡下辖以下地区：
吾合沙鲁村和恰提村。